# 18-й Венецианский кинофестиваль
18-й Венецианский международный кинофестиваль проходил в Венеции, Италия, с 25 августа по 8 сентября 1957 года.

## Жюри
- Рене Клер (председатель жюри, Франция),
- Витторио Боничелли (Италия),
- Пенелопа Хьюстон (Великобритания),
- Артур Найт (США),
- Мигель Перес Ферреро (Испания),
- Иван Пырьев (СССР).

## Конкурсная программа
- Непокорённый, режиссёр Сатьяджит Рей
- Мальва, режиссёр Владимир Браун
- Око за око, режиссёр Андре Кайат
- Горькая победа, режиссёр Николас Рэй
- Шляпа, полная дождя, режиссёр Фред Циннеман
- Трон в крови, режиссёр Акира Куросава
- Маэстро, режиссёр Альдо Фабрици
- Белые ночи, режиссёр Лукино Висконти
- Нечто ценное, режиссёр Ричард Брукс
- История Эстер Костелло, режиссёр Дэвид Миллер

## Награды
- Золотой лев: Непокорённый, фильм Сатьяджит Рей
- Серебряный лев - Специальный приз жюри: Белые ночи
- Кубок Вольпи за лучшую мужскую роль: Энтони Франчоза — Шляпа, полная дождя
- Кубок Вольпи за лучшую женскую роль: Дзидра Ритенбергс — Мальва